# Roberto Cochrane
Roberto Cochrane (fl. XX secolo) è stato un calciatore argentino, di ruolo difensore.

## Caratteristiche tecniche
Giocava come difensore destro e sinistro.